# Nida (Lituania)
Nida (en alemán: Nidden, en ruso: Нида) es un pueblo, sede administrativa del municipio de Neringa en el Istmo de Curlandia en Lituania. Es un lugar veraniego conocido por la colonia de artistas de Nida.
Se encuentra en la esquina suroccidental del país, en el extremo meridional de la parte lituana del istmo de Curlandia, en la costa de la laguna de Curlandia, unos 40 km al sur de la capital provincial Klaipėda.

## Clima
| Parámetros climáticos promedio de Nida, Lituania | Parámetros climáticos promedio de Nida, Lituania | Parámetros climáticos promedio de Nida, Lituania | Parámetros climáticos promedio de Nida, Lituania | Parámetros climáticos promedio de Nida, Lituania | Parámetros climáticos promedio de Nida, Lituania | Parámetros climáticos promedio de Nida, Lituania | Parámetros climáticos promedio de Nida, Lituania | Parámetros climáticos promedio de Nida, Lituania | Parámetros climáticos promedio de Nida, Lituania | Parámetros climáticos promedio de Nida, Lituania | Parámetros climáticos promedio de Nida, Lituania | Parámetros climáticos promedio de Nida, Lituania | Parámetros climáticos promedio de Nida, Lituania |
| Mes                                              | Ene.                                             | Feb.                                             | Mar.                                             | Abr.                                             | May.                                             | Jun.                                             | Jul.                                             | Ago.                                             | Sep.                                             | Oct.                                             | Nov.                                             | Dic.                                             | Anual                                            |
| ------------------------------------------------ | ------------------------------------------------ | ------------------------------------------------ | ------------------------------------------------ | ------------------------------------------------ | ------------------------------------------------ | ------------------------------------------------ | ------------------------------------------------ | ------------------------------------------------ | ------------------------------------------------ | ------------------------------------------------ | ------------------------------------------------ | ------------------------------------------------ | ------------------------------------------------ |
| Temp. máx. abs. (°C)                             | 10.5                                             | 12.9                                             | 20.5                                             | 26.2                                             | 29.4                                             | 32.0                                             | 32.8                                             | 31.2                                             | 27.8                                             | 20.6                                             | 14.1                                             | 10.9                                             | 32.8                                             |
| Temp. máx. media (°C)                            | -0.7                                             | -0.3                                             | 3.0                                              | 8.4                                              | 15.1                                             | 18.9                                             | 20.5                                             | 20.5                                             | 16.4                                             | 11.4                                             | 5.9                                              | 2.1                                              | 10.1                                             |
| Temp. media (°C)                                 | -3.2                                             | -2.9                                             | -0.1                                             | 4.9                                              | 11.0                                             | 15.3                                             | 17.2                                             | 17.3                                             | 13.7                                             | 9.2                                              | 3.9                                              | -0.1                                             | 7.2                                              |
| Temp. mín. media (°C)                            | -5.8                                             | -5.5                                             | -2.6                                             | 2.3                                              | 7.8                                              | 12.1                                             | 14.4                                             | 14.6                                             | 11.3                                             | 7.0                                              | 2.0                                              | -2.4                                             | 4.6                                              |
| Temp. mín. abs. (°C)                             | -30.2                                            | -31.2                                            | -22.0                                            | -5.9                                             | -1.5                                             | 1.4                                              | 7.8                                              | 5.7                                              | 2.9                                              | -5.5                                             | -19.1                                            | -22.4                                            | -31.2                                            |
| Precipitación total (mm)                         | 45                                               | 28                                               | 34                                               | 33                                               | 41                                               | 52                                               | 77                                               | 82                                               | 83                                               | 79                                               | 84                                               | 63                                               | 701                                              |
| Fuente: NOAA                                     |                                                  |                                                  |                                                  |                                                  |                                                  |                                                  |                                                  |                                                  |                                                  |                                                  |                                                  |                                                  |                                                  |

## Geografía
Nida posee en su paisaje playas, bosques y dunas su duna más grande es la duna Parnidis que puede llegar hasta los 52 metros de altura es una de las dunas aun en movimiento.